# Bibliothèque publique Thomas-Crane
La bibliothèque publique Thomas-Crane, œuvre de Henry Hobson Richardson est une bibliothèque publique de Quincy, ville de l'État américain du Massachusetts. Son architecture est remarquable. Elle a été fondée par la famille Crane en mémoire de Thomas Crane.

## Liens externes

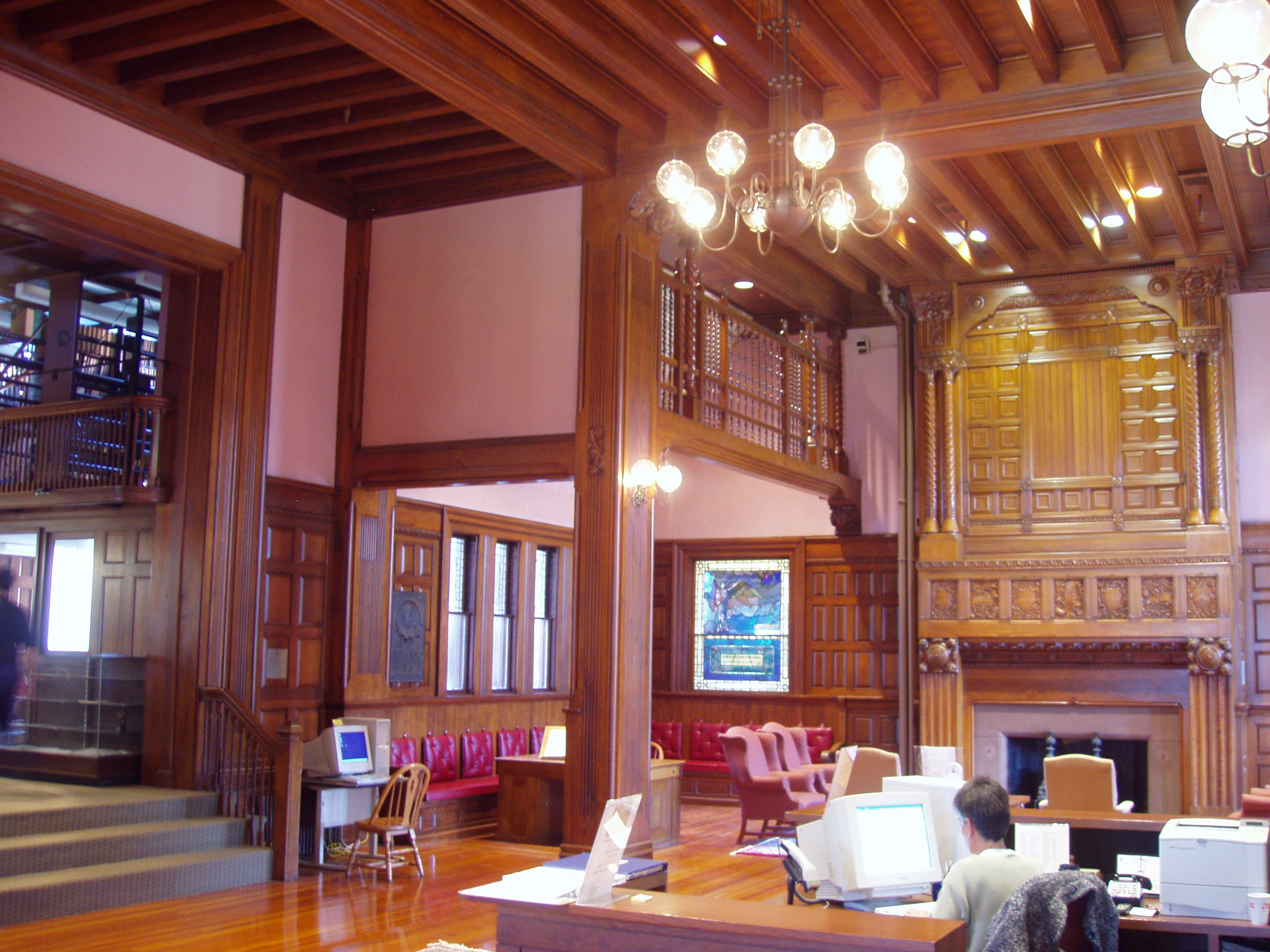
Interior view of original building, with fireplace and "Angel at the Tomb".
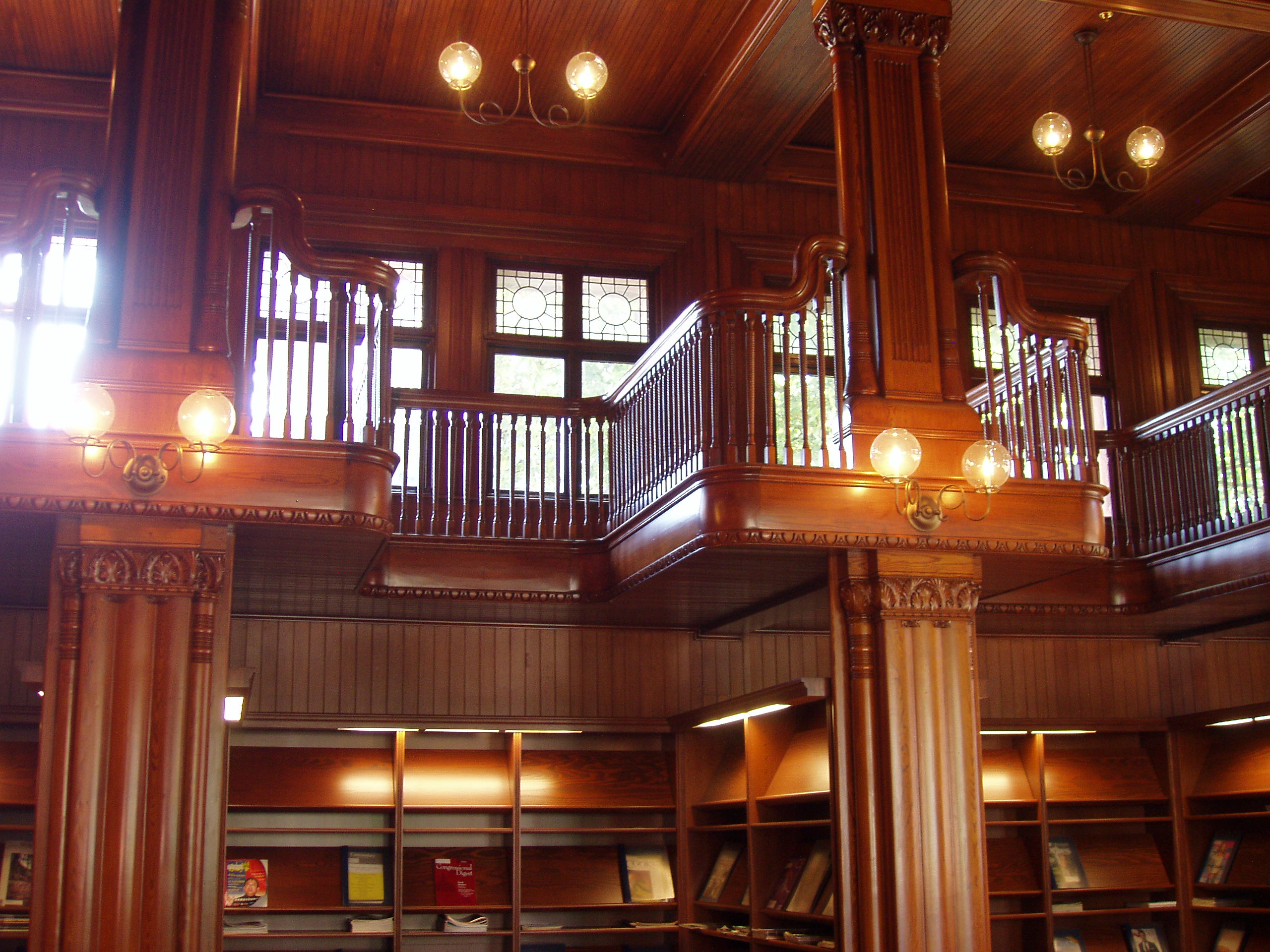
Interior with original details by Richardson.
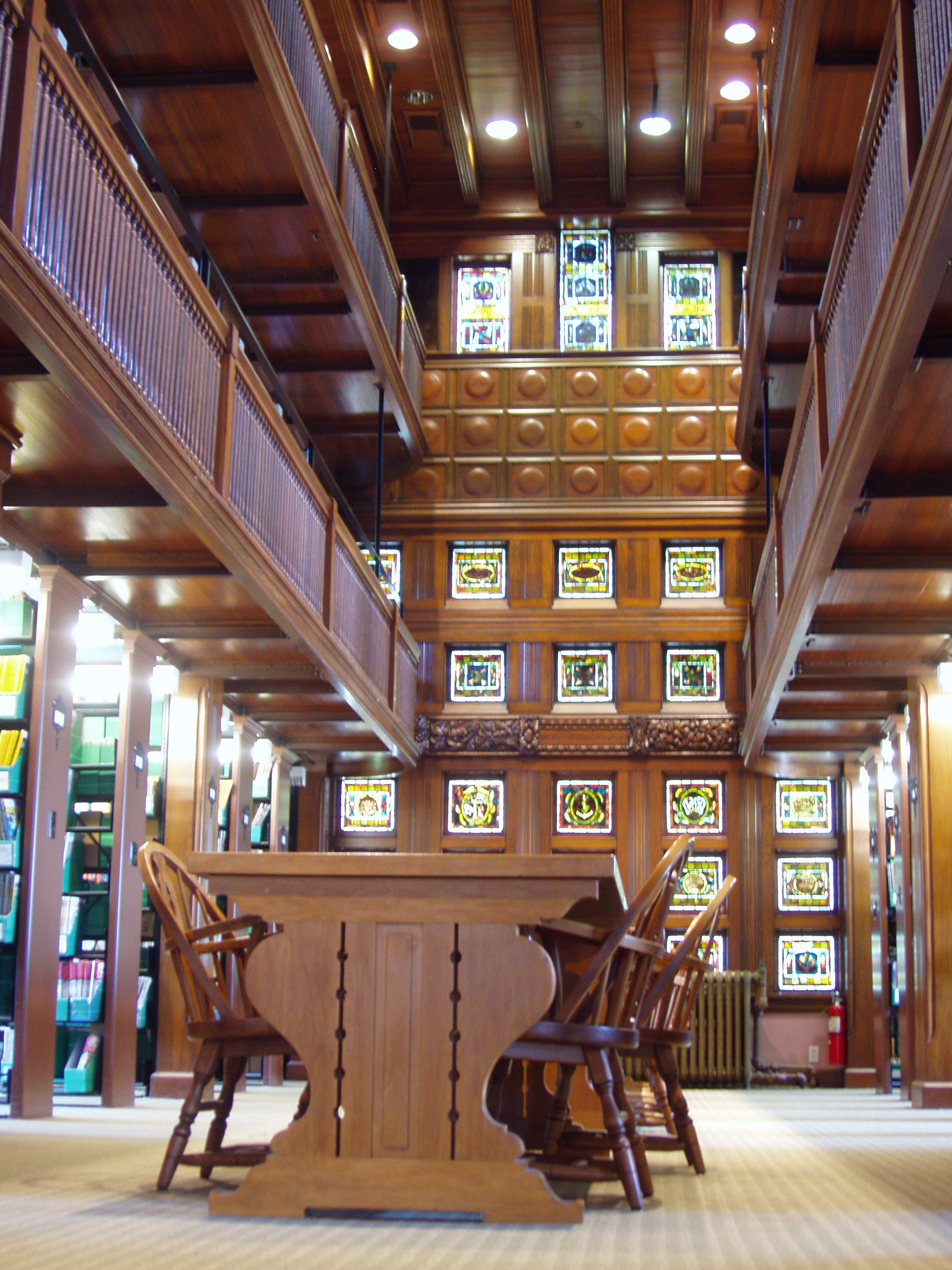
Interior view of 1908 addition by Aiken.